# Simona Gogîrlă
Simona Gogîrlă, née le 11 avril 1975 à Focșani, est une handballeuse roumaine, évoluant au poste d'arrière gauche. Elle est notamment la meilleure marqueuse du Championnat d'Europe 2000 avec 68 buts.

## Palmarès

### Club
Compétition internationales
- Finaliste de la Ligue des champions (1) : 1998
- Finaliste de la Coupe d'Europe des vainqueurs de coupe (1) : 2002.
- Finaliste de la Coupe de l'EHF (1) : 2005

Compétition nationales
- Championnat de Roumanie (5) : 1994, 1995, 1996, 1997, 2002
- Coupe de Roumanie (5) : 1994, 1995, 1996, 1997, 2002
- Championnat de Slovénie (4) : 1998, 1999, 2000, 2001
- Coupe de Slovénie (4) : 1998, 1999, 2000, 2001
- Championne d'Espagne (1) : 2004
- Championne de Hongrie (2) : 2005, 2006
- Coupe de Hongrie (2) : 2005, 2006

### Sélection nationale
- Médaille d'or au Championnat du monde junior en 1995
- 12e place au Championnat du monde 1997
- 11e place au Championnat d'Europe 1998
- 4e place au Championnat d'Europe 2000
- 17e place au Championnat du monde 2001
- 10e place au Championnat du monde 2003
- 7e place au Championnat d'Europe 2004
- Médaille d'argent au Championnat du monde 2005

### Distinction personnelle
- Meilleure marqueuse du Championnat d'Europe 2000 avec 68 buts.